# خلیجک

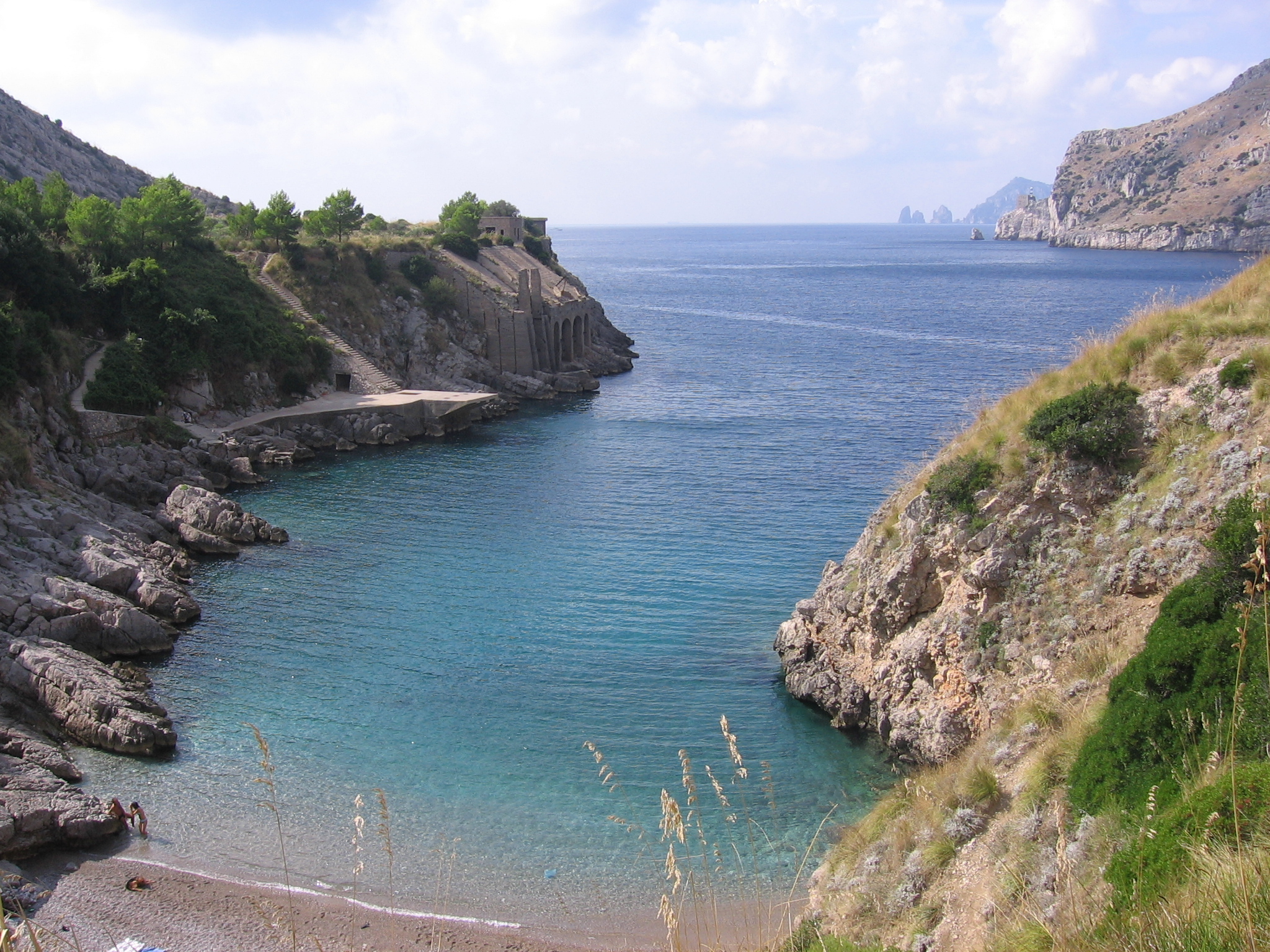
خلیجکی در خلیج سالرنو

خلیجک (انگلیسی: Inlet) به فرورفتگی خط ساحلی گفته می‌شود که معمولاً طویل و باریک بوده و شبیه یک خلیج کوچک است که به پهنه‌های آبی مانند دریاراه، خلیج، تالاب داخلی یا هور منتهی می‌شود. در ساحل دریا معمولاً خلیجک متصل‌کننده خلیج و اقیانوس است و اغلب به‌عنوان ورودی یا پسرفت خط ساحلی دریا، دریاچه یا رودخانه شناخته می‌شود. آبدره (فیورد) نمونه‌ای مشخص از خلیجک است که توسط یخچال طبیعی ایجاد شده و معمولاً در خطوط ساحلی کوهستانی و دریاچه‌های کوهستانی یافت می‌شود.
مجموعه‌های بزرگ خلیجک و آبدره را دریاراه می‌نامند. برخی از خلیجک‌ها که به‌شکل آبدره هستند نیز راه‌آب نامیده می‌شوند.